# Agathis ornaticornis
Agathis ornaticornis är en stekelart som beskrevs av Cameron 1912. Agathis ornaticornis ingår i släktet Agathis och familjen bracksteklar. Inga underarter finns listade i Catalogue of Life.